# Nume trinominal
În algebra elementară, un trinominal este suma a trei mononominale.
În lingvistică, un trinominal este o expresie fixă, care este formată din trei cuvinte.